# 代議院 (アルゼンチン)
代議院（だいぎいん、スペイン語: Cámara de Diputados de la Nación）は国民議会を構成する両院の一つ、アルゼンチンにおける下院である。
257人の代議院議員から成り、代議院選挙は2年ごとに行われる。各選挙に議員の半数が選出されるため、時差選挙制が採用されている。予算先議権及び共和国軍の徴兵の承認は代議院のみが有する。2019年より議員数も男女同権であることが求められている。代議院は自らのテレビチャンネルを持ち、代議院中継や情報番組を企画している。

## 構成
2023年12月10日現在の代議院議員の構成は、2021年に選出された議員（任期2021年-2025年）と2023年に選出された議員（任期2023年-2027年）から成る。代議院議員の被選挙権は25歳以上のアルゼンチン国民とされるが、他の役職との兼職は禁じられている。立候補する2年前まで居住していなければならない。
配分は1980 年の国勢調査に基づいたままであり、1983年以降変更されていない。それ以来、国勢調査は 1991 年、2001年、2010年、2022年に実施されてきた。州ごとに最低5議席ということは、小規模な州に不均衡である。
| 州                             | 議員数 | 一人当たりの人口 (2010) |
| ------------------------------ | ------ | ----------------------- |
| ブエノスアイレス自治市         | 24     | 2,890,151               |
| ブエノスアイレス州             | 70     | 15,625,084              |
| カタマルカ州                   | 5      | 367,828                 |
| チャコ州                       | 7      | 1,053,466               |
| チュブト州                     | 5      | 506,668                 |
| コルドバ州                     | 18     | 3,304,825               |
| コリエンテス州                 | 7      | 993,338                 |
| エントレ・リオス州             | 9      | 1,236,300               |
| フォルモサ州                   | 5      | 527,895                 |
| フフイ州                       | 6      | 672,260                 |
| ラ・パンパ州                   | 5      | 316,940                 |
| ラ・リオハ州                   | 5      | 331,847                 |
| メンドーサ州                   | 10     | 1,741,610               |
| ミシオネス州                   | 7      | 1,097,829               |
| ネウケン州                     | 5      | 550,334                 |
| リオネグロ州                   | 5      | 633,374                 |
| サルタ州                       | 7      | 1,215,207               |
| サンフアン州                   | 6      | 680,427                 |
| サンルイス州                   | 5      | 431,588                 |
| サンタクルス州                 | 5      | 272,524                 |
| サンタフェ州                   | 19     | 3,200,736               |
| サンティアゴ・デル・エステロ州 | 7      | 896,461                 |
| ティエラ・デル・フエゴ州       | 5      | 126,190                 |
| トゥクマン州                   | 9      | 1,448,200               |

## 委員会
全45の委員会を中心に審議が行われる常設の憲法審査委員会とは別に、案件ごとに必要に応じて設けることが可能な特別委員会があり、各委員会の下には小委員会が設置されることもある。以下の一覧は常設委員会である。
- 憲法委員会
- 外交委員会
- 予算委員会
- 社会安全保障委員会
- 家族、子供、青少年委員会
- 国防委員会